# لی تک-کن
لی تک-کن (انگلیسی: Lee Taek-keun؛ زادهٔ ۱۰ ژوئیهٔ ۱۹۸۰) بازیکن بیس‌بال اهل کره جنوبی است.